# Dã Nhân Nữ Chân
Dã Nhân Nữ Chân (tiếng Trung: 野人女真) là một trong tam đại bộ của tộc Nữ Chân vào thời nhà Minh. Thời Minh, tộc Nữ Chân phân thành ba bộ lớn là: Kiến Châu, Hải Tây và Dã Nhân. Trong đó, khu vực của Dã Nhân Nữ Chân là ở cực bắc, bao phủ lưu vực trung du Tùng Hoa Giang, Hắc Long Giang và Ô Tô Lý Giang, phía đông đến biển Okhotsk và đảo Sakhalin.
Dã Nhân Nữ Chân do nhiều bộ lạc riêng lẻ hợp thành, trong đó có một bộ lạc cư trú tại Tùng Hoa Giang và Ô Tô Lý Giang và khu vực phía đông được gọi là Đông Hải Nữ Chân. Căn cứ theo "Thanh Thái Tổ Cao Hoàng đế thực lục", Đông Hải Nữ Chân phân thành: Ác Tập bộ (渥集部), Ngõa Nhĩ Khách bộ (瓦爾喀部) và Khố Nhĩ Khách bộ (庫爾喀部). Ác Tập bộ cũng gọi là Oa Tập bộ, Ngột Địch Cáp. Khố Nhĩ Khách bộ cũng gọi là Hổ Nhĩ Khách, Hồ Nhi Khố, Hô Lý Cáp
Sự phát triển của Dã Nhân Nữ Chân lạc hậu hơn so với Kiến Châu Nữ Chân và Hải Tây Nữ Chân.
Trong khoảng 30 năm từ 1596 đến 1625, Nỗ Nhĩ Cáp Xích thống lĩnh Kiến Châu Nữ Chân đã nhiều lần xuất binh chinh phục Dã Nhân Nữ Chân. Về sau đa phần các bộ tộc Dã Nhân Nữ Chân đã dung hợp vào Mãn tộc, một vài bộ tộc còn lại có thể đã phát triển thành Hách Triết tộc, Ngạc Xuân Luân tộc.